# Georges Weulersse
Pour les articles homonymes, voir Weulersse.
Georges Weulersse (Paris, 18 avril 1874 - Paris, 20 février 1950) est un orientaliste français.

## Biographie
Il est élève de l'École normale supérieure (1894-1897) et obtient en 1897 l'agrégation d'histoire-géographie. Il appartient à une famille d'enseignants orientés à gauche: son oncle Georges Renard, lui aussi élève de l'Ecole Normale Supérieure, a participé à la Commune comme secrétaire de Rossel et sera directeur de La Revue socialiste avant de devenir professeur au Collège de France. Georges Weulersse a d'ailleurs accompagné son oncle et sa tante, Louise, militante et écrivaine, dans leurs vacances communes avec les Jaurès, Millerand et Viviani à Ambialet dans le Tarn à l'été 1895. En 1899, grâce à une bourse de voyage de l'université de Paris, il part effectuer un tour du monde.
Il traverse l'Amérique du nord assez rapidement pour gagner le Japon. Menant un travail de sociologie, il visite alors Tokyo, Osaka et Kyoto, inspecte des usines et, entre autres activités, étudie la condition ouvrière.
Par le Tonkin, il arrive à Hong Kong en avril 1900. Il se rend alors à Victoria, Kowloon et Canton puis Macao et Shanghai (3 mai) par Chan-Téou, Amoy et Fou-Tchéou. Il visite le monastère de Kouchan puis, le 24 mai, remonte le Yangzi Jiang jusqu'à Hankéou, Hanyang et Outchang. Il redescend alors le fleuve pour voir Nankin et Tchen-Kiang.
Le 14 juin 1900, il rembarque à Shanghai pour se rendre dans le Chantoung. Il gagne ensuite Tche-Fou mais en raison du début de la révolte des Boxers, renonce à voir la Chine du nord. Il rejoint alors Port-Arthur puis, par Nagasaki, Vladivostok où il prend le Transsibérien qui le conduit à Khabarovsk.
Après être resté bloqué près d'un mois, il gagne Blagovechtchensk (5 août) et remonte l'Amour jusqu'à Sretensk où il prend le train jusqu'en Europe.
Il laisse de ce périple un ouvrage économique et social sur le Japon et un récit de voyage sur la Chine.
On lui doit aussi en 1910 une thèse sur les Physiocrates. Professeur au lycée Carnot, il y enseigne jusqu'à sa retraite. Il donne aussi des cours de géographie à l’École normale supérieure de Fontenay-Saint-Cloud.

## Œuvres
- Au Petchili et sur les frontières de Mandchourie, Le Tour du monde, vol. I, 1901, p. 96-132
- Chine ancienne et nouvelle. Impressions et réflexions, 1902
- Le Japon d'aujourd'hui. Études sociales, 1904
- Le Travail dans l'Europe moderne, avec Georges Renard, 1920